# Бабіч Сергій Юрійович
Бабіч Сергій Юрійович — український художник. Живописець, графік. Член Національної спілки художників України з 1992 року.

## Біографія
Народився 15 липня 1953 у Дніпродзержинську. Закінчив Дніпродзержинську середню школу № 1. Першим вчителем, який звернув увагу на його творчі нахили став вчитель малювання В. М. Богонос. Навчався в Дніпрозержинському індустріальному технікумі. Наступним етапом освіти стало навчання в Дніпропетровському інженерно-будівельному інституті, який закінчив у 1977 році. Короткий час працював архітектором в «Дніпрогромадянпроекті». З 1978 року є викладачем художньої школи імені Першудчева в якій викладав 45 років. На момент липня 2024 року він виготовляє нові та реставрує старі ляльки театру ім. Лесі Українки у Кам'янському.

## Виставки, у яких брав участь
Учасник багатьох обласних виставок. Персональні виставки у Дніпродзержинську (1996—2009), Мійо, Франція (2003), Белград, Сербія (1996), Торонто, Канада (1994) та ін. Твори художника зберігаються в закладах Міністерства культури та мистецтва України, в тому числі — в музеї історії міста Кам'янське.

## Основні твори
- «Дощ у Львові» [Архівовано 4 березня 2018 у Wayback Machine.] (1953),
- «Архітектурна фантазія» (1988),
- «На вічному приколі» (1988)
- «Гармонія і хаос» (1990),
- «Технократ» (1999),
- «Перший день Афродіти» [Архівовано 4 березня 2018 у Wayback Machine.] (2001).